# 枯れない世界と終わる花
『枯れない世界と終わる花』（かれないせかいとおわるはな）は、2016年11月25日にSWEET&TEAより発売された18禁美少女アドベンチャーゲーム。

## ストーリー
主人公のショウはレンと共に色とりどりの花で埋め尽くされた美しい街を訪れ、少女たちと出会い、喫茶店の2階に住み込みで働き始め、物語が幕を開けることになる。

## 登場人物
ショウ
主人公。喫茶店の2階に住み込みで働く。
ハル
声 - 沢澤砂羽
街外れにある喫茶店ファミーユの店長であり、3姉妹の中で一番芯が硬く頑固者の次女でケーキやお菓子などを担当している。
コトセ
声 - 夏峰いろは
読書が好きで本屋の常連でファミーユで働く三姉妹の長女。
ユキナ
声 - 谷若葉
三姉妹の一番の末っ子で明るく、物怖じしない性格。
レン
声 - 秋野花
ショウには年の離れた妹のように懐いているショウと一緒に街を訪れた女の子でファミーユに住み込みで働く。

## スタッフ
- 原画： あめとゆき、平井ゆづき（SD原画）
- シナリオ：雪仁
- 音楽：水城新人

## Webラジオ
2016年9月8日から2016年12月8日までコトセ役の夏峰いろはとチャティ役の桜川未央がパーソナリティを務める『いろはと未央の枯れない世界と終わるラジオ』が音泉にて隔週木曜日に配信されていた。